# Шраплау
Шраплау (њем. Schraplau) град је у њемачкој савезној држави Саксонија-Анхалт. Једно је од 29 општинских средишта округа Зале. Према процјени из 2010. у граду је живјело 1.226 становника. Посједује регионалну шифру (AGS) 15088340.

## Географски и демографски подаци
Шраплау се налази у савезној држави Саксонија-Анхалт у округу Зале. Град се налази на надморској висини од 116 метара. Површина општине износи 7,0 km². У самом граду је, према процјени из 2010. године, живјело 1.226 становника. Просјечна густина становништва износи 174 становника/km².